# Athelopsis
Athelopsis is een geslacht van schimmels behorend tot de familie Amylocorticiaceae. De typesoort is Athelopsis glaucina.

## Soorten
Volgens Index Fungorum heeft het geslacht 17 soorten:
| Soortnaam                                  | Auteur(s)                              | Publicatiejaar |
| ------------------------------------------ | -------------------------------------- | -------------- |
| Athelopsis baculifera                      | (Bourdot & Galzin) Jülich              | 1971           |
| Athelopsis bispora                         | (Boidin & Gilles) Hjortstam & Ryvarden | 2007           |
| Athelopsis colombiensis                    | Hjortstam & Ryvarden                   | 2001           |
| Athelopsis crystallifera                   | (Rick) Hjortstam & Ryvarden            | 1982           |
| Athelopsis crystallifera                   | (Rick) Hjortstam                       | 1987           |
| Athelopsis curvispora                      | Hjortstam & Ryvarden                   | 2010           |
| Athelopsis galzinii                        | (Bres.) Hjortstam                      | 1991           |
| Athelopsis glaucina (Kleefspoorvliesje)    | (Bourdot & Galzin) Oberw. ex Parmasto  | 1968           |
| Athelopsis gloeocystidiata                 | Gresl. & Rajchenb.                     | 1999           |
| Athelopsis lacerata (Fopvliesje)           | (Litsch.) J. Erikss. & Ryvarden        | 1973           |
| Athelopsis lembospora (Bootsporig vliesje) | (Bourdot) Oberw.                       | 1972           |
| Athelopsis parvispora                      | Avn.P. Singh, Dhingra & J. Kaur        | 2010           |
| Athelopsis pausiaca                        | (Liberta) Parmasto                     | 1968           |
| Athelopsis subinconspicua                  | (Litsch.) Jülich                       | 1975           |
| Athelopsis tenuicystidiata                 | Gorjón, Gresl. & Rajchenb.             | 2012           |
| Athelopsis vesicularis                     | Hjortstam, P. Roberts & Spooner        | 2009           |
| Athelopsis virescens                       | Hallenb. & Hjortstam                   | 1996           |